# Función de Ackermann

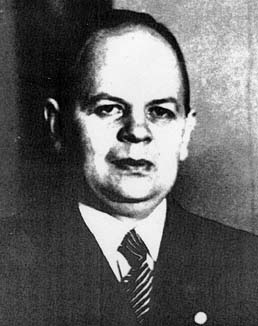
Wilhelm Ackermann, matemático alemán, creador de la Función de Ackermann.

En teoría de la computación, una función de Ackermann es una función matemática recursiva encontrada en 1926 por Wilhelm Ackermann. Tiene un crecimiento extremadamente rápido, lo que es de interés para la ciencia computacional teórica y la teoría de la computabilidad. Hoy en día hay una serie de funciones que son llamadas funciones de Ackermann. Todas ellas tienen una forma parecida a la función original de Ackermann y también tienen un comportamiento de crecimiento similar. En su versión moderna estándar, esta función toma dos números naturales como argumentos y devuelve un único número natural, y se puede definir de la siguiente manera: 
{\displaystyle A(m,n)={\begin{cases}n+1,&{\mbox{si }}m=0;\\A(m-1,1),&{\mbox{si }}m>0{\mbox{ y }}n=0;\\A(m-1,A(m,n-1)),&{\mbox{si }}m>0{\mbox{ y }}n>0\end{cases}}}

## Propiedades
- Sea {\displaystyle k\in \mathbb {N} ,\;f_{k}\in \mathrm {FRP} }
- Sea {\displaystyle \;a>b,\;f_{k}(a)>f_{k}(b)}
- Sea {\displaystyle \;x,k\in \mathbb {N} ,\;f_{k}(x)>x}
- Sea {\displaystyle \;k\in \mathbb {N} ,\;f_{k+1}(x)>f_{k}(x)}

Además la función de Ackerman ({\displaystyle \mathrm {ACK} (x)=f_{x}(x)}) no es FRP (función recursiva primitiva). La demostración de este teorema se lleva a cabo por reducción al absurdo y utilizando el lema de que toda función recursiva primitiva está mayorada por una función de Ackermann.
Comenzamos suponiendo que {\displaystyle \mathrm {ACK} (x)\in \mathrm {FRP} }, por tanto {\displaystyle \mathrm {ACK} (x)+1\in \mathrm {FRP} }
Usando el lema de la mayoración, debe existir un k tal que {\displaystyle \mathrm {ACK} (x)+1\leq f_{k}(x)}
Pero entonces, como esto vale para todo x, también valdrá para x=k.
{\displaystyle \mathrm {ACK} (k)+1\leq f_{k}(k)}, usando la definición, llegamos a que:
{\displaystyle \mathrm {ACK} (k)+1\leq \mathrm {ACK} (k)}
Lo cual es absurdo.
Esta función crece extremadamente rápido: el valor A(4,2) ya tiene 19.729 dígitos. Este crecimiento desmesurado se puede utilizar para demostrar que la función computable f(n) = A(n, n) crece más rápido que cualquier función recursiva primitiva, y por ello no es recursiva primitiva.

## Tabla de valores
| m\n | 0      | 1           | 2                                                    | 3             | 4           | n                                                                   |
| --- | ------ | ----------- | ---------------------------------------------------- | ------------- | ----------- | ------------------------------------------------------------------- |
| 0   | 1      | 2           | 3                                                    | 4             | 5           | n + 1                                                               |
| 1   | 2      | 3           | 4                                                    | 5             | 6           | n + 2                                                               |
| 2   | 3      | 5           | 7                                                    | 9             | 11          | 2n + 3                                                              |
| 3   | 5      | 13          | 29                                                   | 61            | 125         | {\displaystyle 8\cdot 2^{n}-3}                                      |
| 4   | 13     | 65533       | {\displaystyle 2^{65536}-3\approx 2\cdot 10^{19728}} | A(3,265536-3) | A(3,A(4,3)) | {\displaystyle 2^{2^{\dots ^{2}}}-3} ({\displaystyle n+3} términos) |
| 5   | 65533  | A(4,65533)  | A(4,A(5,1))                                          | A(4,A(5,2))   | A(4,A(5,3)) |                                                                     |
| 6   | A(5,1) | A(5,A(5,1)) | A(5,A(6,1))                                          | A(5,A(6,2))   | A(5,A(6,3)) |                                                                     |
Para hacerse una idea de la magnitud de los valores que aparecen de la fila 4 en adelante, se puede destacar que, por ejemplo, A(4, 2) es mayor que el número de partículas que forman el universo elevado a la potencia 200 y el resultado de A(5, 2) no se puede escribir dado que no cabría en el Universo físico. En general, por debajo de la fila 4 ya no es posible escribir todos los dígitos del resultado de la función.

## Explicación intuitiva
La primera fila de la función de Ackerman contiene los enteros positivos, dado que A(0, n)) consiste en sumar uno a n. El resto de las filas se pueden ver como indirecciones hacia la primera. En el caso de m = 1, se redirige hacia A(0, n + 1); sin embargo, la simplificación es algo complicada:
| {\displaystyle A\,(1,2)} | {\displaystyle =A\,(0,A(1,1))}      |
|                          | {\displaystyle =A\,(0,A(0,A(1,0)))} |
|                          | {\displaystyle =A\,(0,A(0,2))}      |
|                          | {\displaystyle =A\,(0,3)}           |
|                          | {\displaystyle =4\,}                |

Se puede intentar con un caso algo más complicado —como A(4, 3), el primer valor que no cabe en el universo físico.
| {\displaystyle A\,(4,3)} | {\displaystyle =A\,(3,A(4,2))}                               |
|                          | {\displaystyle =A\,(3,A(3,A(4,1)))}                          |
|                          | {\displaystyle =A\,(3,A(3,A(3,A(4,0))))}                     |
|                          | {\displaystyle =A\,(3,A(3,A(3,A(3,1))))}                     |
|                          | {\displaystyle =A\,(3,A(3,A(3,A(2,A(3,0)))))}                |
|                          | {\displaystyle =A\,(3,A(3,A(3,A(2,A(2,1)))))}                |
|                          | {\displaystyle =A\,(3,A(3,A(3,A(2,A(1,A(2,0))))))}           |
|                          | {\displaystyle =A\,(3,A(3,A(3,A(2,A(1,A(1,1))))))}           |
|                          | {\displaystyle =A\,(3,A(3,A(3,A(2,A(1,A(0,A(1,0)))))))}      |
|                          | {\displaystyle =A\,(3,A(3,A(3,A(2,A(1,A(0,A(0,1)))))))}      |
|                          | {\displaystyle =A\,(3,A(3,A(3,A(2,A(1,A(0,2))))))}           |
|                          | {\displaystyle =A\,(3,A(3,A(3,A(2,A(1,3)))))}                |
|                          | {\displaystyle =A\,(3,A(3,A(3,A(2,A(0,A(1,2))))))}           |
|                          | {\displaystyle =A\,(3,A(3,A(3,A(2,A(0,A(0,A(1,1)))))))}      |
|                          | {\displaystyle =A\,(3,A(3,A(3,A(2,A(0,A(0,A(0,A(1,0))))))))} |
|                          | {\displaystyle =A\,(3,A(3,A(3,A(2,A(0,A(0,A(0,A(0,1))))))))} |
|                          | {\displaystyle =A\,(3,A(3,A(3,A(2,A(0,A(0,A(0,2))))))}       |
|                          | {\displaystyle =A\,(3,A(3,A(3,A(2,A(0,A(0,3)))))}            |
|                          | {\displaystyle =A\,(3,A(3,A(3,A(2,A(0,4)))))}                |
|                          | {\displaystyle =A\,(3,A(3,A(3,A(2,5))))}                     |

Para seguir calculando este valor habría que encontrar que A(2, 5) vale 13, luego evaluar A(3, 13), que es 65533. Sin embargo, el valor de A(3, 65533) es comparable al número de átomos del Universo elevado a una potencia de más de 12. Ese número tendría que calcularse para hacer la llamada más externa a la función, pero ya no sería posible escribir los dígitos del resultado en el universo físico.
Todo esto por composición de la única operación aritmética que se utiliza, es decir, el incremento en uno de un valor (en el cálculo de A(0, n)).

## Descripción explícita
Intuitivamente, la función de Ackermann define la generalización de la multiplicación por dos (sumas iteradas) y la exponenciación con base 2 (productos iterados) hasta la exponenciación iterada; la iteración de la exponenciación iterada; la iteración de la operación anterior;... etc. Puede expresarse de forma concisa y no recursiva mediante la notación de flecha de Conway:
{\displaystyle A(m,n)=2\rightarrow (n+3)\rightarrow (m-2)-3}
o los hiper operadores:
{\displaystyle A(m,n)=\mathrm {hyper} (2,n+3,m-2)-3\;}

## Historia
En 1928, Wilhelm Ackermann consideró una función doblemente recursiva A(m, n, p) de tres variables: m → n → p en la notación de Conway. Ackermann demostró que se trata de una función recursiva que no es primitiva recursiva. Esa definición fue simplificada por Rózsa Péter y Raphael Robinson a la versión de dos variables. Rozsa Peter también demostró que la doble recursión no se puede reducir a recursión primitiva (y que de igual forma la triple recursión no se puede reducir a recursión primitiva y doble recursión, etc).
Sin embargo, la primera función doblemente recursiva que no es recursiva primitiva fue descubierta por Gabriel Sudan en 1927:
{\displaystyle F_{0}(x,y)=x+y,\,}
{\displaystyle F_{n+1}(x,0)=x,\ n\geq 0\,}
{\displaystyle F_{n+1}(x,y+1)=F_{n}(F_{n+1}(x,y),F_{n+1}(x,y)+y+1),\ n\geq 0.\,}
Tanto Sudan como Ackermann eran alumnos de David Hilbert en ese entonces.

## Análisis de algoritmos
Así como la función diagonal  f (n) = A(n, n) crece muy rápidamente, su inversa crece muy lentamente y se utiliza frecuentemente en análisis de algoritmos. En ese contexto, se suele redefinir la función de Ackermann por otra de comportamiento asintótico similar, pero evitando los términos −3, o partiendo de la potencias de 2 para la fila 0 (lo que equivale a omitir las tres primeras filas). Si bien el resultado de estas variantes no es idéntico al de la función original, se pueden ver como similares al ser posible acotar la diferencia. En el caso de la inversa de la función diagonal, su resultado es inferior a 4 para entradas de prácticamente cualquier tamaño, de manera que se asimila a una función constante.

## Medida de comparación
Debido a su definición, profundamente recursiva, la función de Ackermann se utiliza con frecuencia para comparar compiladores en cuanto a su habilidad para optimizar la recursión. Por ejemplo, un compilador capaz de notar que A(3, 30) se puede calcular basándose en potencias de 2, o que guarda resultados intermediarios tales como A(3, n) y A(2, n) en lugar de recalcularlos cada vez, ahorraría tiempo de ejecución por un factor de 100 o 1000. Igualmente, al calcular directamente A(1, n) en lugar de hacer una llamada recursiva se realizan ahorros significativos.
Es posible calcular el término A(4, 2), pero no recursivamente, sino por otros medios.